# Elbersroth
Elbersroth is een dorp in de gemeente Herrieden in de Landkreis Ansbach in de Regierungsbezirk Mittelfranken in de deelstaat Beieren in Duitsland.
Elbersroth is ontstaan in 1288. In het dorp staat de kerk St. Jakobus der Ältere.

## Afbeeldingen van Elbersroth

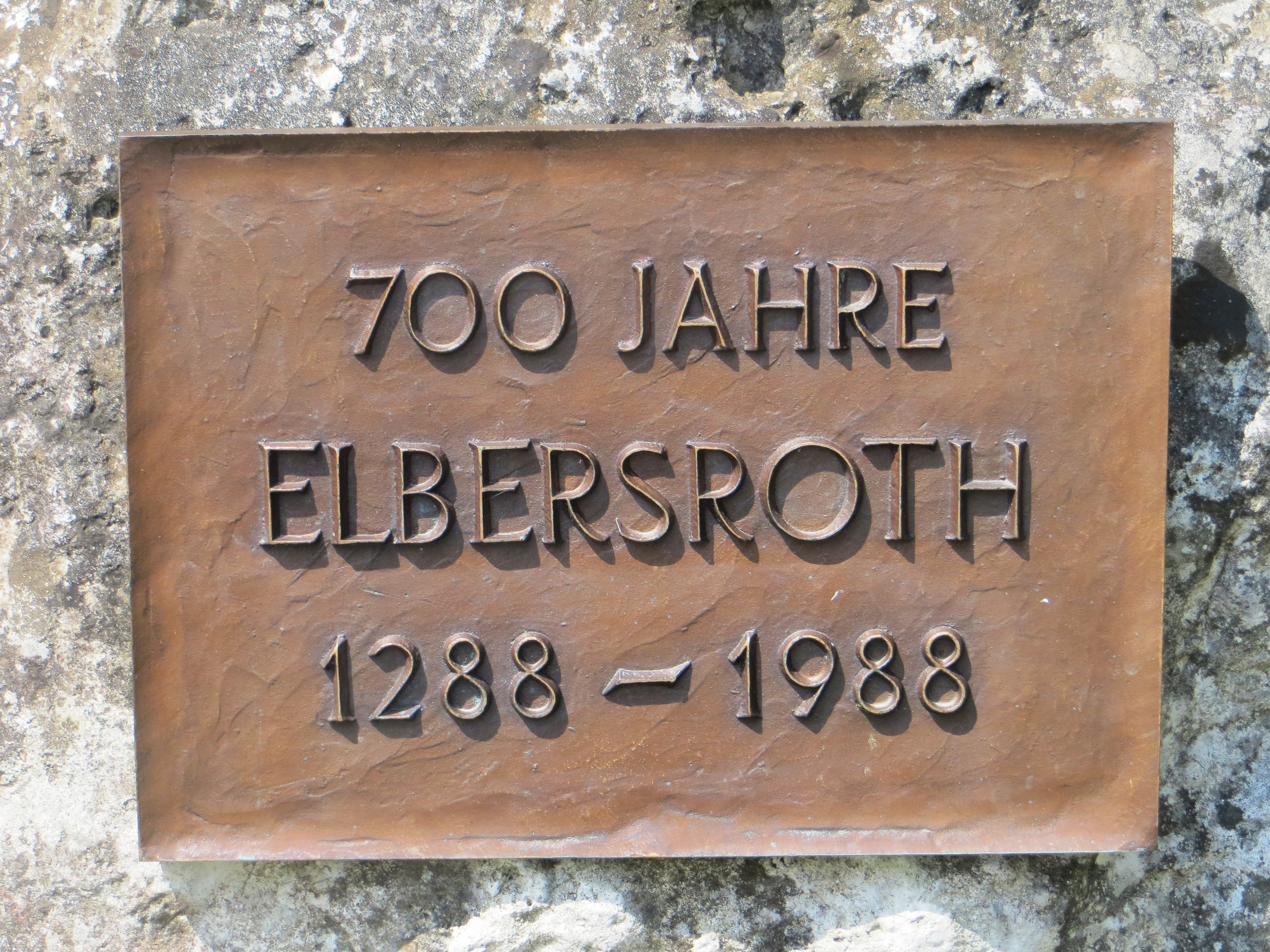
Elbersroth 700 jaar
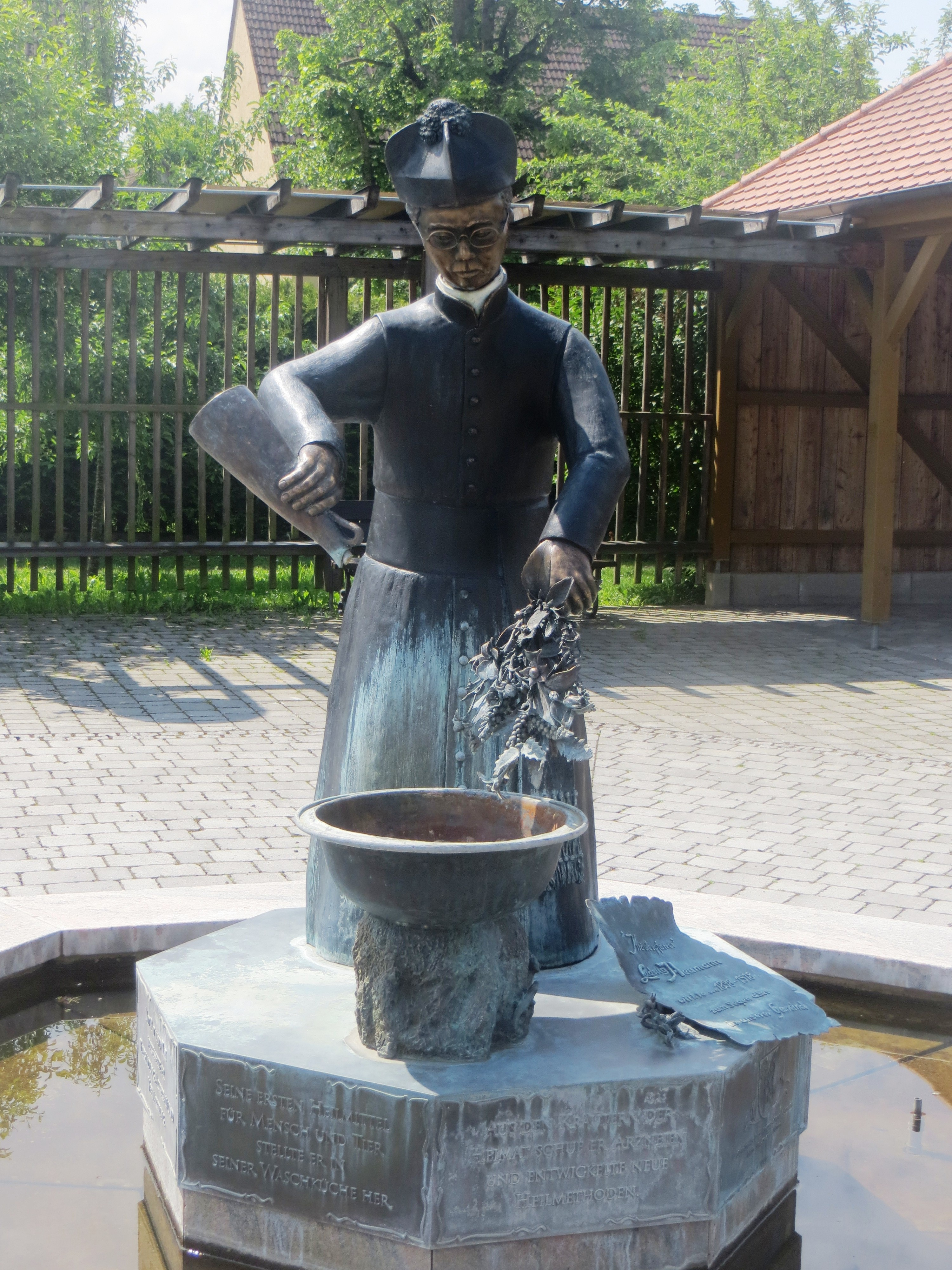
Standbeeld
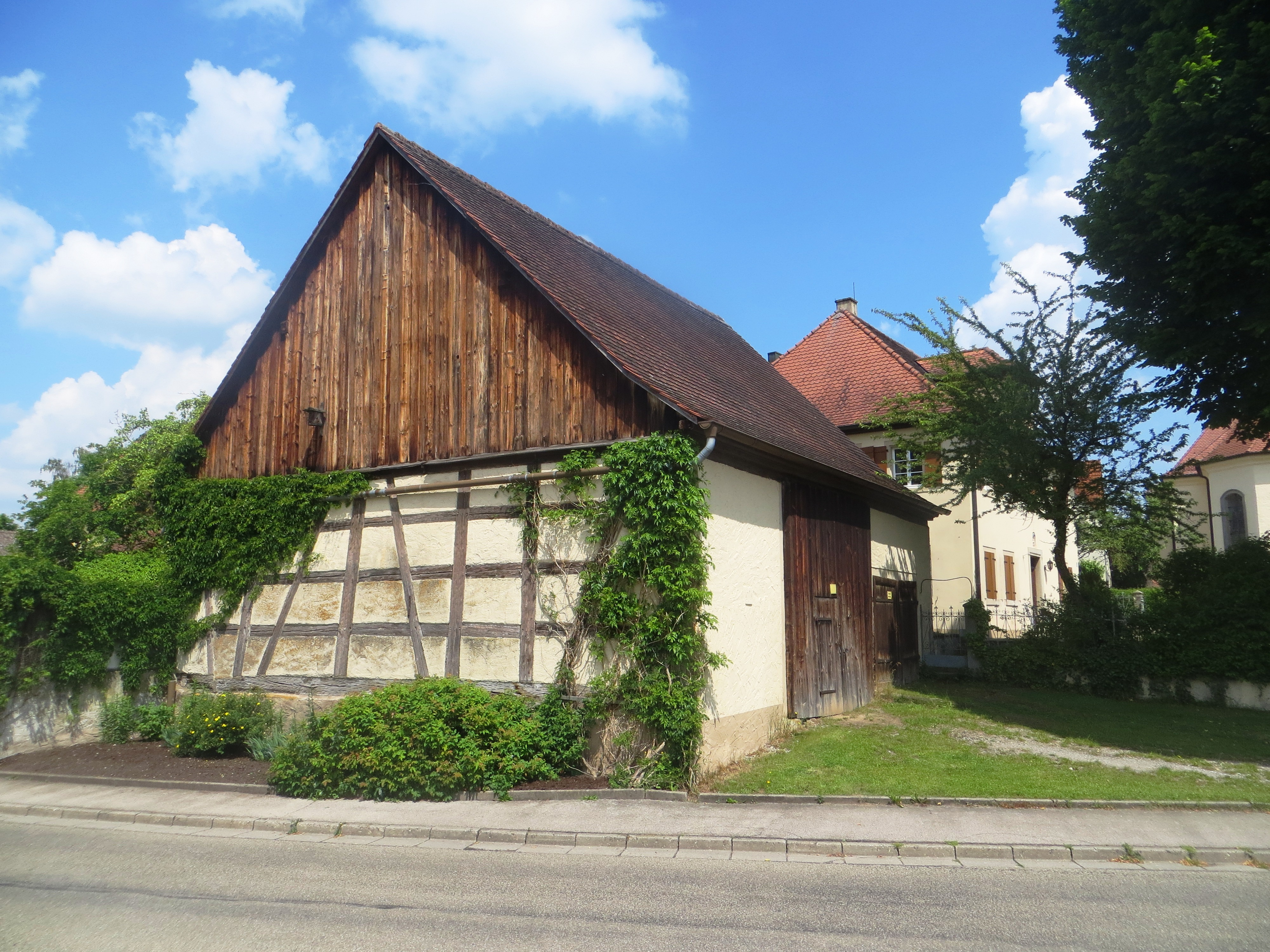
Vakwerk
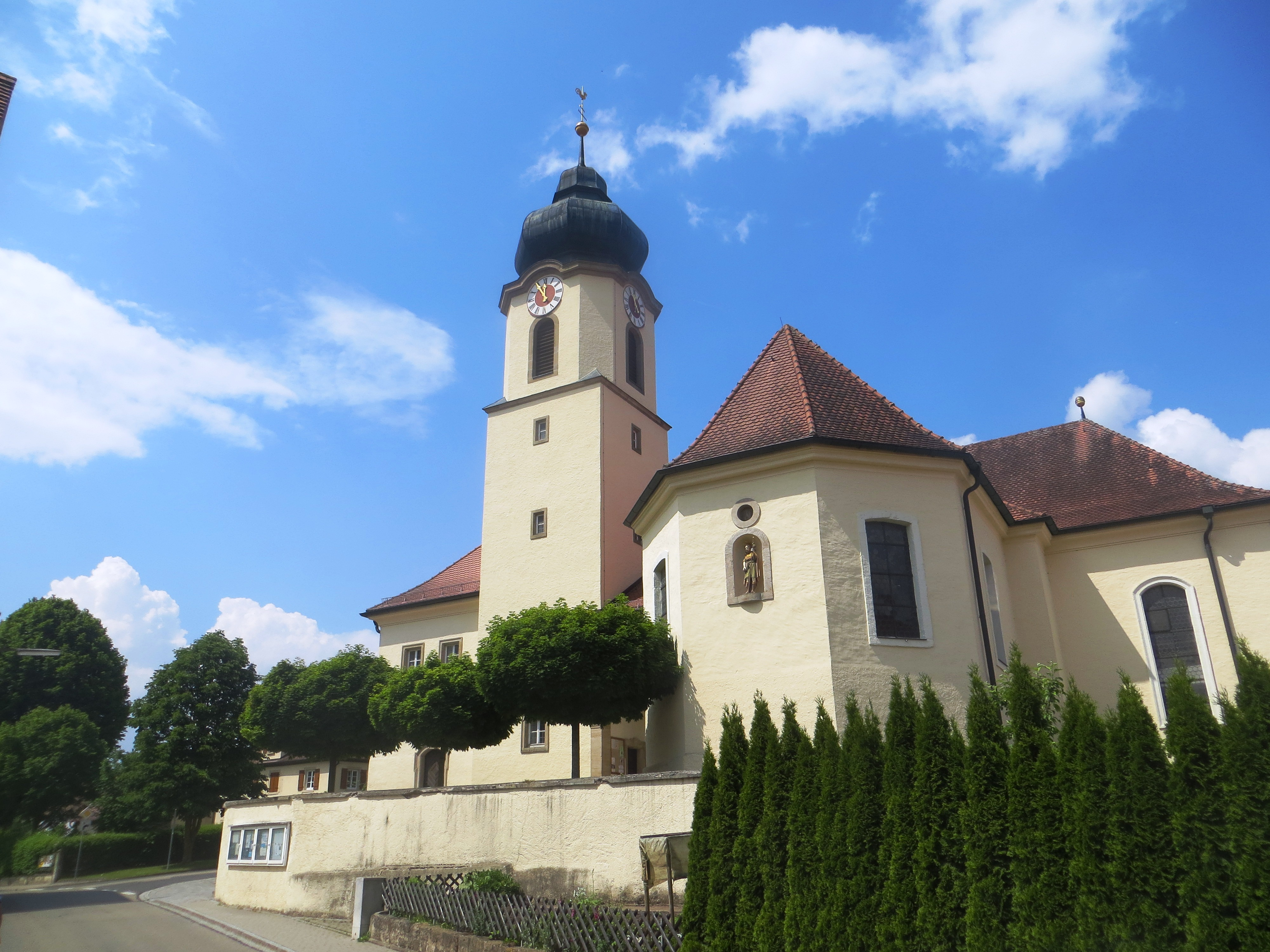
de kerk St. Jakobus der Ältere
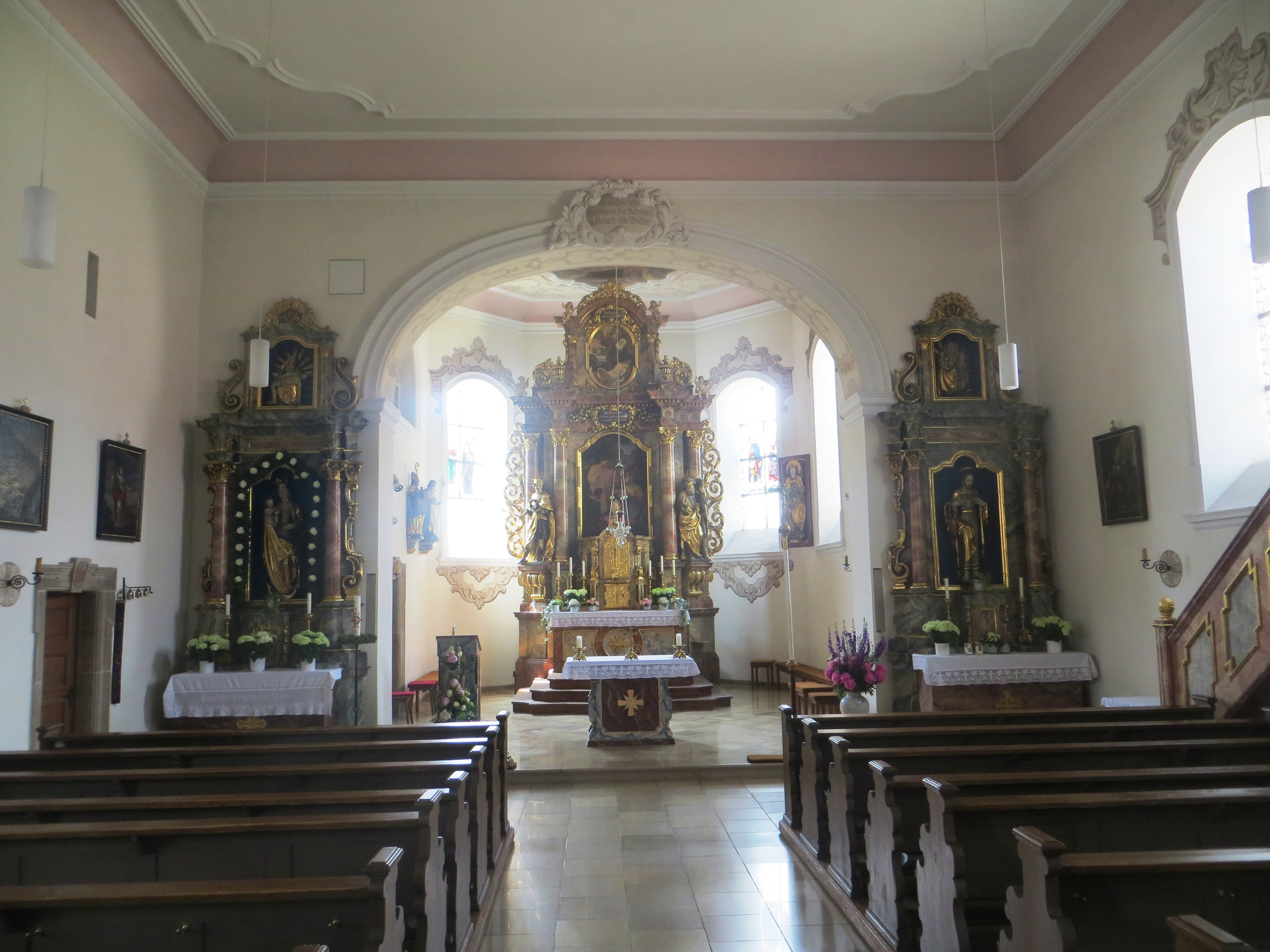
binnen in de kerk

## Geboren
- Gregor Maria Franz Hanke (1954), bisschop